# 貝克街221B號

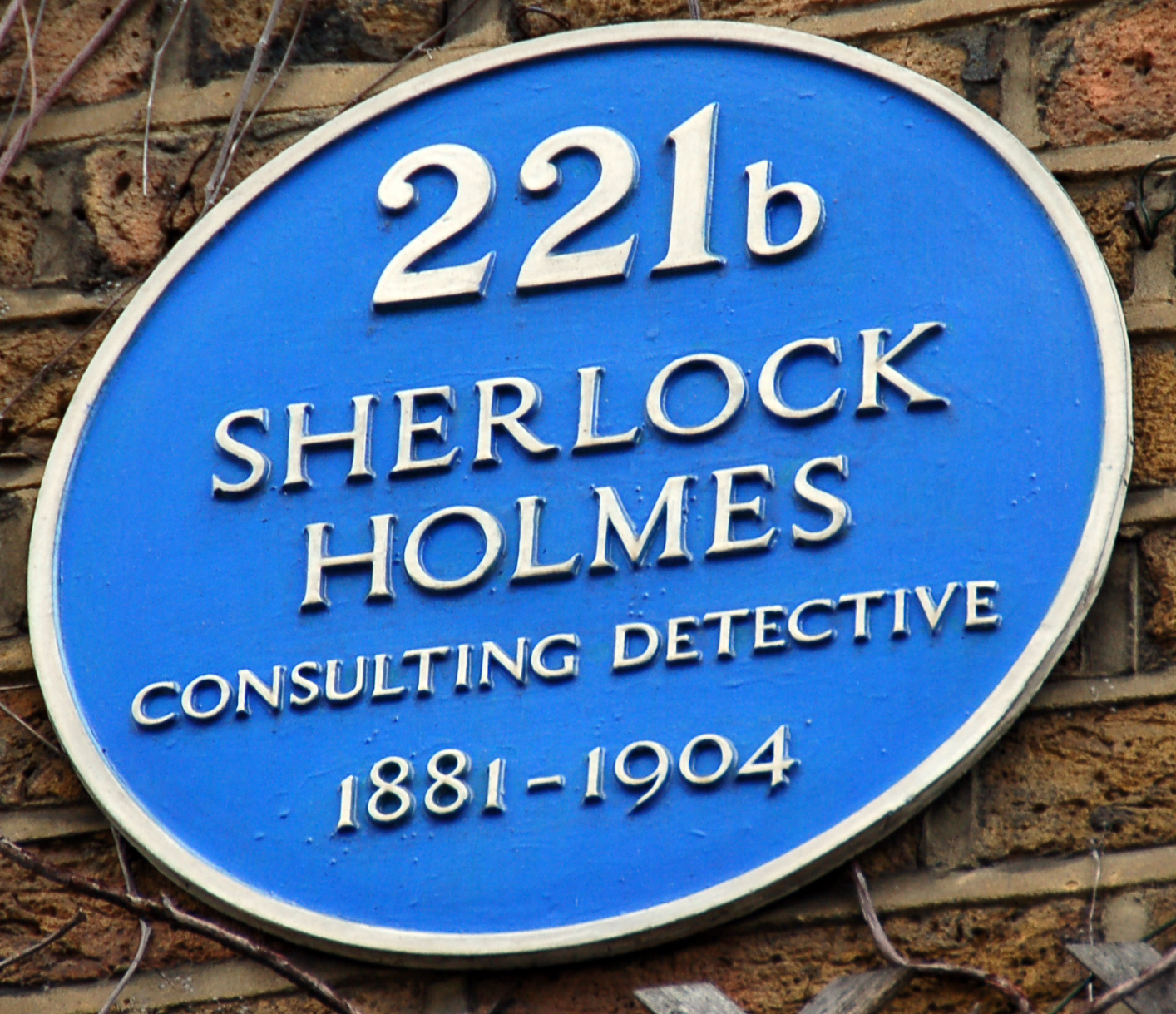

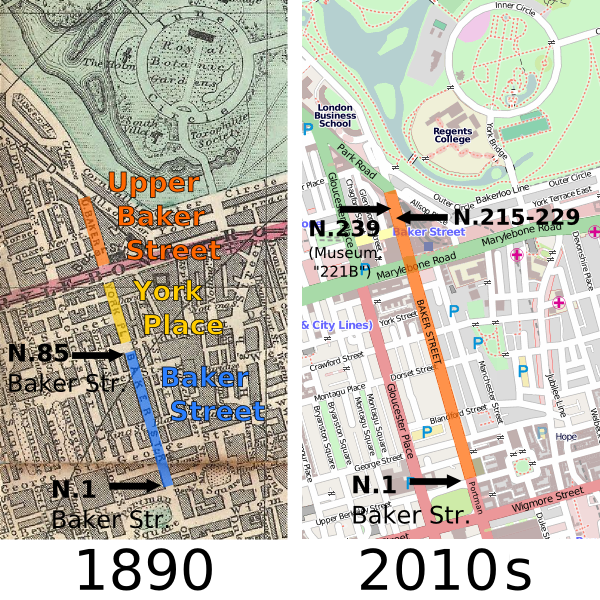
貝克街，1890 / 2010's

貝克街221B號（英語：221B Baker Street）是英國柯南·道爾所著偵探小說《福爾摩斯探案》中所設定的夏洛克·福爾摩斯寓所及偵探事務所地址:435。
貝克街是真實存在於倫敦的街道，但221B號在小說連載的時候尚是個不存在的虛構地址，直到1930年才成為可用地址，一開始是一家金融機構所進駐，導致公司職員在多數時間常常都會收到指名給福爾摩斯的信件。1990年後，現今該地址分配給福爾摩斯紀念館使用。
在小說中，貝克街221B號這個住址讓讀者感覺是221號後來才增加的建築物（同時未必有221A號），和今日夏洛克·福爾摩斯博物館所看到的感覺不同。另外更精確地說，小說中福爾摩斯的偵探事務所是位221B號的2樓。

## 小說
在柯南·道爾發表的首部福爾摩斯作品《血字的研究》中，夏洛克·福爾摩斯與約翰·華生醫生兩人共同合資租下貝克街221B號，這間房子的內部構造被描述為有兩間臥室及一間起居室。貝克街221B號的房東是哈德森太太，她在《四簽名》中首度被提及。
而後華生因與瑪麗·摩斯坦結婚而搬離貝克街221B號，不過他仍然時常回到貝克街221B號拜訪福爾摩斯。

## 现实
在柯南道尔生活的19世纪末，“贝克街”只覆盖了今日贝克街南起波特曼广场北至克劳福德街（英語：Crawford Street）-帕丁顿街（英語：Paddington Street）路口的一段，其最大门牌号为85号，故“贝克街221B号”在当时为虚构地名。今日贝克街南起克劳福德街-帕丁顿街、北至马里波恩路（英語：Marylebone Road）段在19世纪末被称为约克广场（英語：York Place），而南起马里波恩路、北至摄政公园段被称为上贝克街（英語：Upper Baker Street）。贝克街221B号被描写为马里波恩路以北某处（一说马里波恩路以南、贝克街与乔治街路口处）。最迟20世纪30年代时，贝克街、约克广场和上贝克街被合并并统一命名为“贝克街”。
同样在20世纪30年代，街道门牌被重新分配，而贝克街215-229号被分配给一座名为修道院楼（英語：Abbey House）的建筑。修道院楼成为金融机构艾比路建屋合作社（英語：Abbey Road Building Society）以及其后继机构Abbey National的总部。贝克街221号自从出现开始，就收到了福尔摩斯迷群体寄来的数量众多的信件。建屋合作社还设立了一个职位，专门负责处理这些信件。
1990年，福尔摩斯纪念馆开业，其坐落于一栋贝克街上的乔治时代联排房，并还原了福尔摩斯的生活场景以及维多利亚时代的装饰风格。虽然其实际上位于贝克街237号与241号之间，但威斯敏斯特市理事会还是将其门牌号改为221B号。自此产生了Abbey National和福尔摩斯纪念馆哪个机构有权收到寄往“贝克街221B号”的信件的争议，直到2005年Abbey National搬出修道院楼，争议才消除，从此所有寄往贝克街221B号的信件都会送往福尔摩斯纪念馆。

## 改編
在日本漫画家青山刚昌创作的推理漫画《名侦探柯南》中，主角高中生侦探工藤新一的住址东京都米花市米花町二丁目21番地，即改编自贝克街221B号（日语中“米花”发音与贝克街的“贝克”相同，而二丁目21番地即改编自门牌号221B）。
在BBC電視劇《神探夏洛克》，由於現實中的貝克街221B號周邊充斥著各種福爾摩斯相關景物，因此劇組便選擇在不遠處的高爾北街187號拍攝貝克街221B號的外景。而貝克街221B號的內景則是在攝影棚內搭建的。

## 外部連結
- 221b （英文）
- 福爾摩斯紀念館（英文）
- （页面存档备份，存于） （英文）

51°31′24″N 0°09′30″W / 51.52333°N 0.15833°W